# Capidava biuncata
Capidava biuncata là một loài nhện trong họ Salticidae.
Loài này thuộc chi Capidava. Capidava biuncata được Eugène Simon miêu tả năm 1902.